# لیلینا میله
لیلینا میله (ایتالیایی: Liliana Mele؛ ‏ زادهٔ ۱۹۸۴ ) بازیگر و مدل اهل ایتالیا است.
از فیلم‌ها یا مجموعه‌های تلویزیونی که وی در آن‌ها نقش داشته است، می‌توان به رم، حوزه استحفاظی و پدر ماتئو اشاره نمود.